# Anarthrophyllum elegans
Anarthrophyllum elegans är en ärtväxtart som först beskrevs av William Jackson Hooker och George Arnott Walker Arnott, och fick sitt nu gällande namn av Federico Philippi. Anarthrophyllum elegans ingår i släktet Anarthrophyllum och familjen ärtväxter. Inga underarter finns listade i Catalogue of Life.